# هاپورگ
هاپورگ (به آلمانی: Happurg) یک شهر در آلمان است که در نورنبرگر لاند واقع شده‌است.